# 藤沢としや
藤沢 としや（ふじさわ としや、1963年5月30日 - ）は、ワイワイワイ所属の男性声優、ナレーター。大阪府出身。

## 出演

### ボイスオーバー
- オー!マイキー（テレビ東京）（マイキーの祖父）

### CMナレーション
- チョーヤ梅酒
- タイヤマルゼン
- アース製薬
- 徳山物産
- 小林製薬ブルーレットスタンピー除菌効果プラス「驚き」篇（2016年）など
- フェザー
- メイスイ
- アサヒペン
- ミズノ
- 任天堂
- シマノ
- 丸大食品
- サンクロレラ
- クボタ
- 井澤金属
- 近鉄特急
- 日本直販
- くめ納豆
- イオンショッピングセンター
- 和歌山マリーナシティ
- NEXCO西日本
- ゆめタウン
- 枚方家具団地
- メガネの愛眼
- JAバンク大阪
- 桐灰化学
- 毛髪クリニックリーブ21
- エディオン
- ベルコ
- ローリングス
- ジャンボカラオケ広場
- サカイ引越センター（2016年）

### ナレーション
- 恋愛バラエティ ピンどん（2006年10月9日 - 12月25日、関西テレビ）
- チュートリアルのチューして!（2008年4月14日 -　2009年3月30日、関西テレビ）
- 愛の修羅バラ!（2009年4月5日 - 2010年12月26日、読売テレビ・中京テレビ）
- 冒険チュートリアル（2009年4月20日 - 現在、関西テレビ）
- タカトシラベ（2009年10月9日・2010年1月2日、関西テレビ）
- カキューン!!（2010年4月13日 - 現在、関西テレビ）
- 上沼・高田のクギズケ!（2011年1月16日 - 現在、読売テレビ・中京テレビ）
- 大阪ほんわかテレビ - 耳ヨリでっせぇ～担当（読売テレビ）
- 読売テレビ番組宣伝

### ゲーム
時期不明
- 花の慶次（前田慶次）
- HUNGRY GHOSTS

2010年代
- THE KING OF FIGHTERS XIV（2016年、ガンイル）
- 戦魂-SENTAMA-（2016年、前田慶次）
- ワールドチェイン（2017年、前田慶次）

2020年代
- 北斗の拳 LEGENDS ReVIVE（2021年 - 2023年、前田慶次）

### ラジオドラマ
- 花の慶次（2011年 - 2014年、前田慶次）
- 「花の慶次〜雲のかなたに〜」“琉球の章”（2013年、前田慶次）

### その他
- ボイシネウォーク 花の慶次～米沢傾奇巡り～[2]（2020年11月6日 - 前田慶次）